# Anthon Beeke
Antonie (Anthon) Johannes Beeke (Amsterdam, 11 maart 1940 - aldaar, 25 september 2018) was een Nederlands grafisch ontwerper.

## Loopbaan
Beeke werkte bij Total Design in Amsterdam aan advertenties, tijdschriften, boeken, postzegels en verpakkingsmateriaal. In 1981 startte Beeke een eigen studio (Studio Anthon Beeke), eveneens in Amsterdam. Hij ontwikkelde onder andere signaleringssystemen voor bedrijven en instellingen, zoals de Rotterdamse Bibliotheek en PTT Post. Beeke ontving in 1987 de H.N. Werkmanprijs en in 2004 de Grafische Cultuurprijs.
In het Nederlands Archief Grafisch Ontwerpers (NAGO) is het Alfabet van Anthon Beeke. Voor het Graphic Design Museum in Breda, thans Museum of the Image, ontwierp hij de De Tafel van Beeke.
In 2011 werd de documentaire Anthon Beeke – Van slagersjongen tot grafisch ontwerper gemaakt. Deze ging in première op het Nederlands Film Festival en werd op 18 oktober 2011 uitgezonden door het televisieprogramma Close Up.

## Persoonlijk
Beeke stierf in 2018 aan de gevolgen van een herseninfarct, op 78-jarige leeftijd te Amsterdam. Hij was van 1982 tot zijn overlijden samen met trendvoorspeller Lidewij Edelkoort.